# Base aérienne 138 Thionville

La Base aérienne 138 Thionville est une ancienne base aérienne de l'Armée de l'air située près de Thionville sur la commune de Yutz dans le département de la Moselle.

## Historique

### 1errégiment de chasse

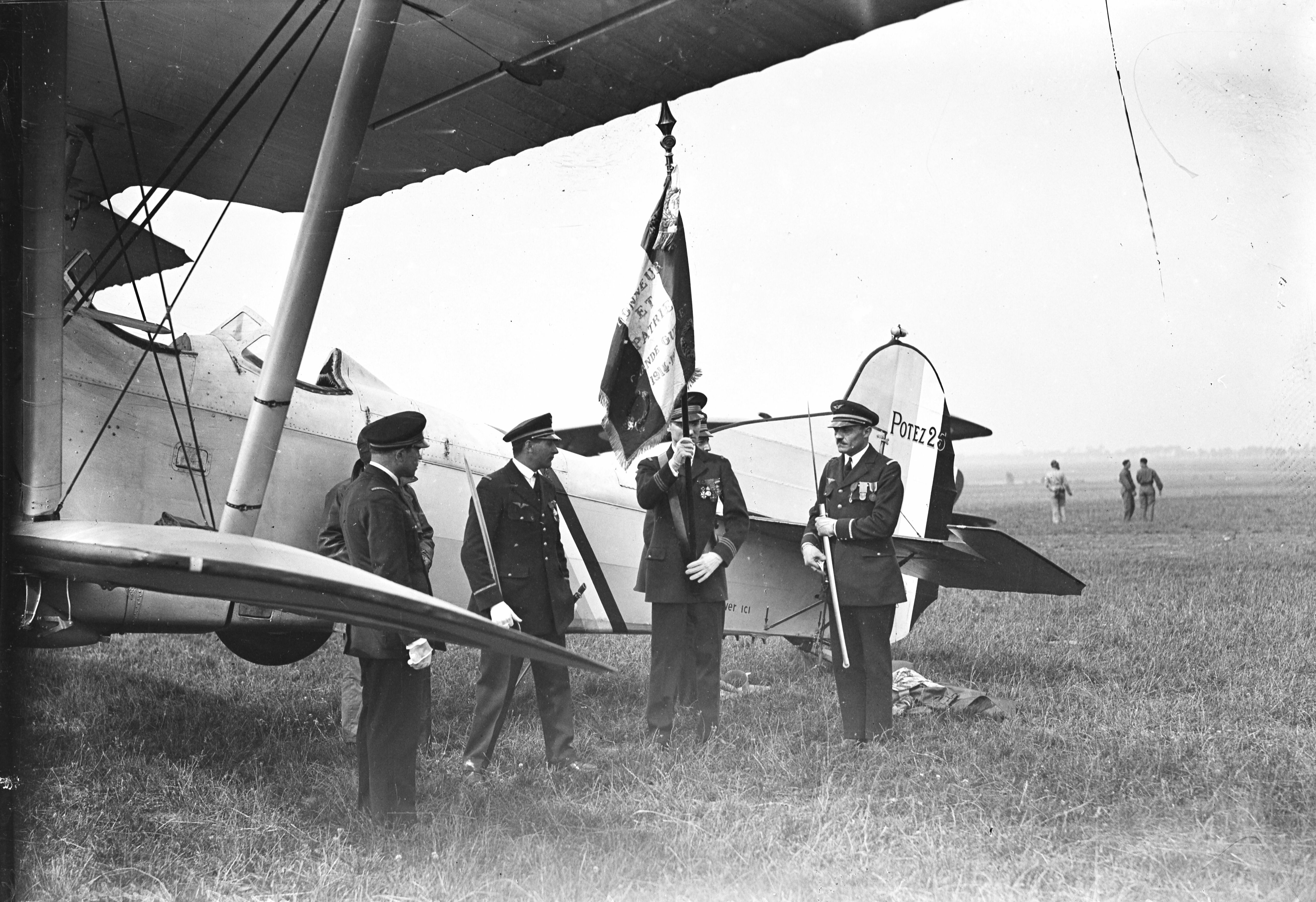
Le drapeau du 1er régiment rapatrié de Thionville à Paris en juillet 1930, arrivé par avion au Bourget.

La base de Thionville a abrité le 1er régiment de chasse du 1er janvier 1920 au 1er aout 1920. Le régiment, qui vole sur SPAD S.XIII, prend la désignation de régiment d'aviation de chasse (1er RAC) le 1er aout 1920 reste à Thionville jusqu'à sa dissolution le 1er juin 1924.

Le régiment est organisé en trois groupes de trois escadrilles :
- Groupe I :
  - Escadrille 101 (SPA 37)
  - Escadrille 102 (SPA 81)
  - Escadrille 103 (SPA 93, stationnée à Thionville à partir du 16 décembre 1919[1])
- Groupe II :
  - Escadrille 104 (SPA 31, stationnée à Thionville à partir du 5 décembre 1919[2])
  - Escadrille 105 (SPA 48, stationnée à Thionville à partir du 5 décembre 1919[3])
  - Escadrille 106 (SPA 94, stationnée à Thionville à partir du 5 décembre 1919[4])
- Groupe III : 
  - Escadrille 107 (SPA 73, stationnée à Thionville à partir du 30 novembre 1919[5])
  - Escadrille 108 (SPA 95, stationnée à Thionville à partir du 5 décembre 1919[6])
  - Escadrille 109 (SPA 62, stationnée à Thionville à partir du 5 décembre 1919[7])

### 38eRégiment d'Aviation Mixte
À partir du 1er juin 1924 le 1er RAC est remplacé à Thionville par le 38e Régiment d'Aviation Mixte (38e RAM). Il y est dissous le 1er octobre 1932. Ce régiment vole sur Spad S.XIII, Breguet XIV et Potez 25.

Le régiment est organisé en trois groupes de deux à quatre escadrilles :
- I/38 RAM
  - SAL 51
  - SPA BI 54
- II/38 RAM
  - SPA 95
  - SPA 153
  - SPA 62 (jusqu'au 1er juillet 1932)
  - SPA 73 (jusqu'au 1er décembre 1931)
- III/38 RAM 
  - BR 260
  - SAL 22

### Luftwaffe
Pendant l'Annexion de 1940 la base a été utilisée par des unités de la Luftwaffe, notamment une unité d'entrainement, la Flugzeugführerschule A/B 124.

### Après guerre
Après-guerre le terrain prend une vocation civile en devenant l'Aérodrome de Thionville - Yutz.

## Sources
- Traditions Air